# Notre-Dame-de-Livoye
Notre-Dame-de-Livoye è un comune francese di 129 abitanti situato nel dipartimento della Manica nella regione della Normandia.

## Società

### Evoluzione demografica
Abitanti censiti